# Château de Chanay
Pour les articles homonymes, voir Chanay (homonymie).
Le château de Chanay est situé à Chanay, en France.

## Localisation
Le château est situé sur le territoire de la commune de Chanay dans le département de l'Ain, en région Auvergne-Rhône-Alpes.

## Description
Le château de Chanay est clos par un mur sur tout son pourtour. Au nord-ouest se trouve le bâtiment d’habitation avec caves en arrière d’une cour accessible par une porte charretière adossée à une porte piétonne. Les deux corps de bâtiments distincts abritent respectivement le logis et les communs. L'ancien pigeonnier est un bâtiment rectangulaire situé dans l'angle sud-ouest de la cour fermée. Construit en moellons de calcaire enduit à pierre vue, il possède une toiture à longs pans dissymétrique couverte en ardoise. Accessible par une simple porte aménagée dans le mur gouttereau est, le rez-de-chaussée comporte un espace de stockage.

## Historique
Le château de Chanay date du XIVe siècle, reconstruit au XIXe siècle. Cette ancienne maison forte de Chanay-d'Izernore fut bâti vers 1350 par Philippe de Bussy, vassal du comte de Savoie.
Le château aurait été une simple tour de garde à l'origine et aurait été agrandi par la famille de Vignod, seigneurs de Dorches, à la fin du XVIe siècle.